# لشکر ۳۵ پیاده (ایالات متحده آمریکا)
لشکر ۳۵ پیاده (انگلیسی: 35th Infantry Division) لشکر پیاده‌نظام نیروی زمینی ایالات متحده آمریکا و تحت امر گارد ملی ارتش است، که در سال ۱۹۱۷ تأسیس شد. ستاد فرماندهی و پادگان لشکر ۳۵ پیاده در فورت لون‌وورت قرار دارد.
لشکر ۳۵ پیاده یک تشکیلات پیاده‌نظام از گارد ملی ارتش است که مقر آن در فورت لون‌ورث، کانزاس قرار دارد. ستاد این لشکر در گارد ملی کانزاس واقع شده و وزارت دفاع ایالات متحده از طریق وزارت ارتش بیشترین بودجه را تأمین می‌کند.
لشکر سی و پنجم در ۲۵ اوت ۱۹۱۷، در کمپ دانیفان، اوکلاهما، به عنوان واحدی از گارد ملی، با نیروهایی از میزوری و کانزاس، سازماندهی شد. این لشکر در سال ۱۹۱۹ غیرفعال شد، اما ستاد لشکر در سال ۱۹۳۵ بازسازی شد و با وقفه‌ای کوتاه تا زمانی که دوباره در سال ۱۹۶۳ غیرفعال شد، خدمت کرد. این لشکر دوباره فعال شد و ستاد و گروهان ستاد در ۲۵ اوت ۱۹۸۴، در فورت لون‌ورث، کانزاس، به رسمیت شناخته شدند.